# Полезные ископаемые России

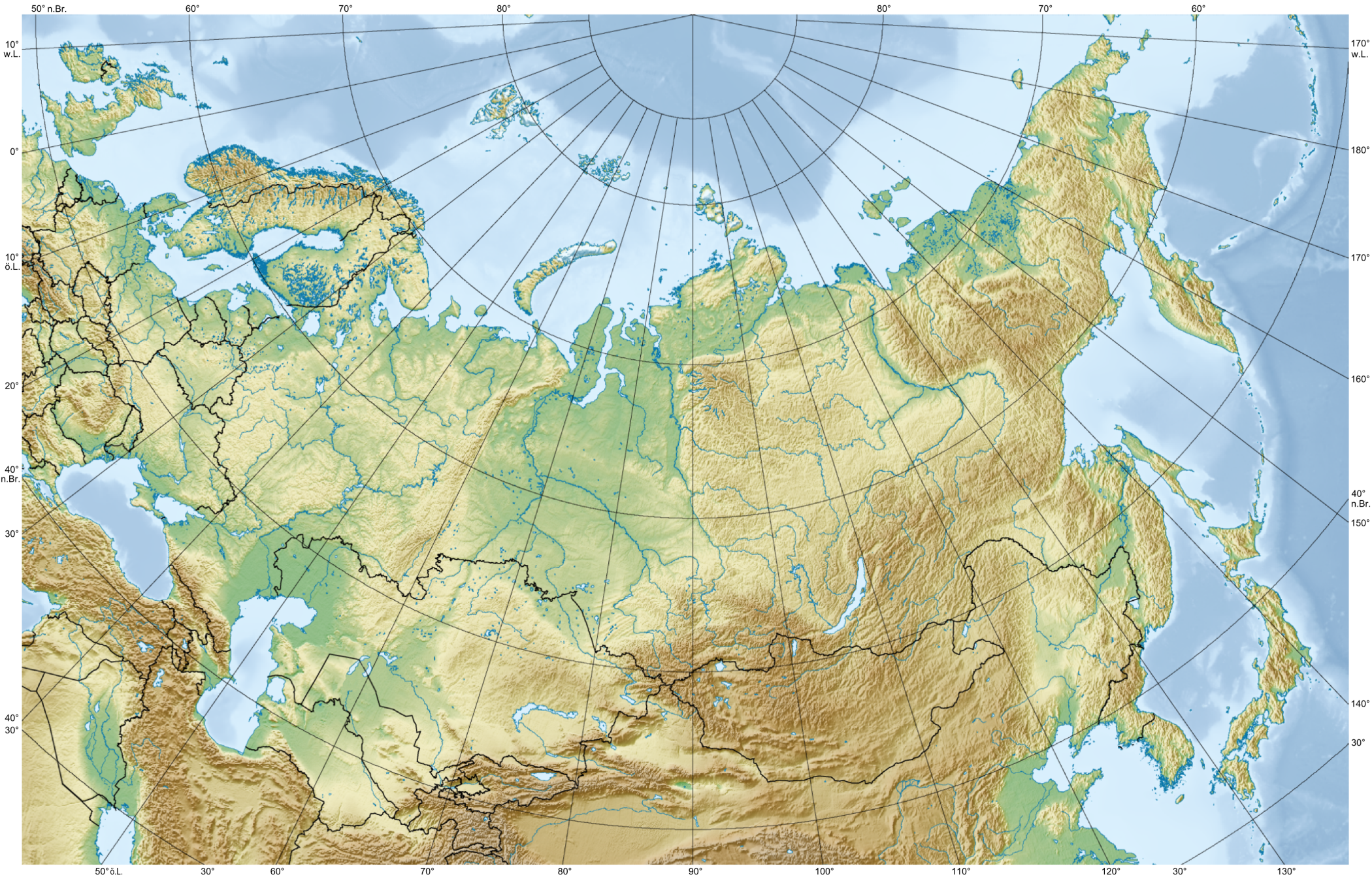
Места добычи полезных ископаемых в России

Полезные ископаемые России — полезные ископаемые (минеральные ресурсы), найденные и добываемые на территории Российской Федерации.
На территории России много мест, где встречаются полезные ископаемые: нефть, природный газ, каменный уголь, калийные соли, никель, олово, алюминиевое сырьё, вольфрам, золото, платину, асбест, графит, слюду и другие.

## Общая информация

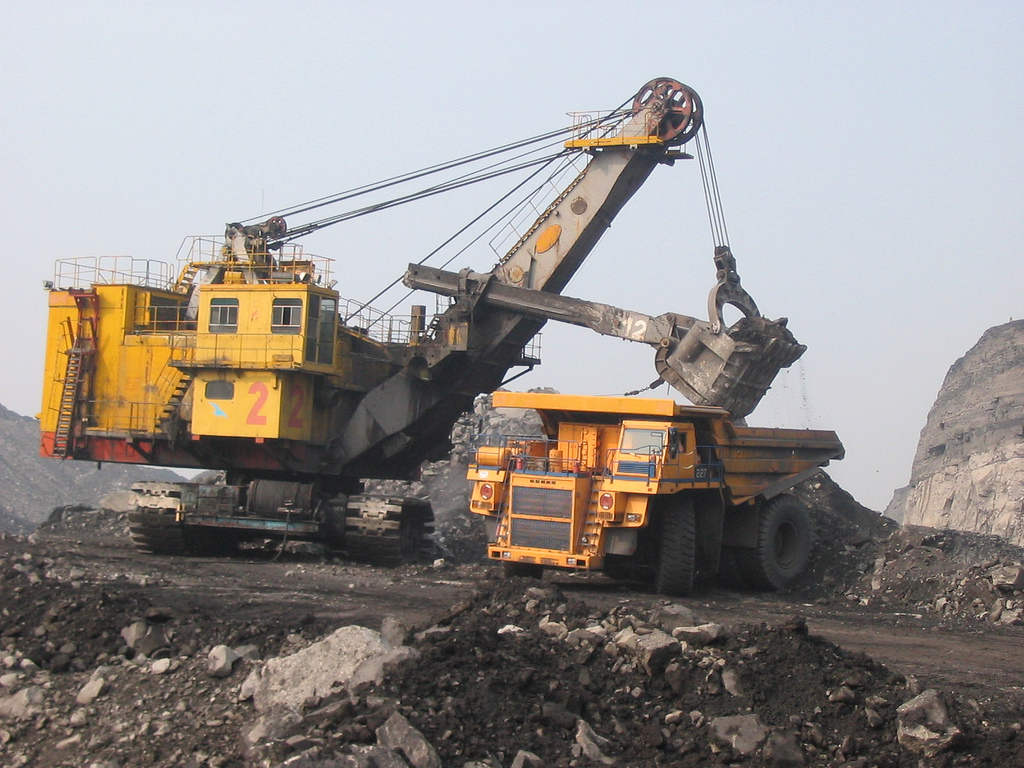
Горные работы в Междуреченске

В России открыто множество месторождений полезных ископаемых. В недрах земли выявлены и разведаны многочисленные месторождения нефти, природного газа, каменного угля, руд чёрных, цветных, редких и благородных металлов, редкоземельных элементов, горно-химического нерудного технического сырья, драгоценных и поделочных камней и минеральных материалов. Однако реальная количественная оценка запасов полезных ископаемых России затруднена, так как разные источники приводят разные данные, которые в отдельных случаях отличаются во много раз.
Инженер-геолог Григорий Боярко так оценивает долю РФ в мировых запасах: нефть — 10-12 %, газ — 32 %, уголь — 11 %, железо — 25 %, никель — 33 %, свинец — 10 %, цинк — 15 %, калийные соли — 31 %. Россия занимает ведущее место по разведанным запасам никеля, золота, серебра, платиноидов, алмазов и некоторых других полезных ископаемых. Совокупные минеральные запасы РФ оцениваются (2001 год) в 28 000 млрд долл. США, из них на долю газа приходится 32,2 %; угля и сланца — 23,3 %; нефти — 15,7 %; нерудных полезных ископаемых — 14,7 %.
Дисконтная стоимость минерального сырья в недрах России при оптимальном сценарии развития — 4 214 млрд долл. (14,2 % от мировых), а при экстенсивном — 1 253 млрд долл. (4,2 %).
Основную долю дисконтной стоимости минерального сырья в недрах Российской Федерации составляют природный газ и нефть, за ними с большим отрывом каменный уголь, множество строительных материалов, алмазы, никель, железная руда и палладий. В мировом балансе дисконтированной стоимости недр на первом месте находится нефть, потом газ, каменный уголь, строительные материалы, золото, медь и железная руда.
Подобные данные даёт и Mining Annual Review в 2002 году: 12 % запасов нефти мира, 32 % — газа, 11 % — угля, 31 % — калийных солей, 21 % — кобальта, 25 % — железа, 15 % — цинка и 10 % — свинца.
В 2018 году Минприроды России впервые оценило стоимость всех полезных ископаемых в стране (так, на конец 2017 года стоимость запасов нефти составила почти 40 трлн рублей, а газа — 11 трлн рублей, коксующегося угля — почти 2 трлн руб.
Стоимость железной руды составила 808 млрд руб., алмазов — 505 млрд руб. и золота — 480 млрд руб..
Совокупная стоимость всех минеральных и энергетических ресурсов составляет 55,2 триллиона рублей ($778 млрд.) или 77 % ВВП таких стран как Мексика или Индонезия.
Вместе с тем, большинство месторождений полезных ископаемых РФ — низкого качества, содержание полезных компонентов в них на 35-50 % ниже среднемировых, кроме того, в ряде случаев они труднодоступны (отдалённость, отсутствие транспорта, тяжёлые климатические условия). В результате, несмотря на наличие значительных разведанных запасов, степень их промышленного освоения (доля запасов в эксплуатации) достаточно низкая: для бокситов — 32,6 %; нефелиновых руд — 55,4 %; меди — 49 %; цинка — 16,6 %; олова — 42,1 %; молибдена — 31,5 %; свинца — 8,8 %; титана — 1,3 %; ртути — 5,9 %.
По данным Минприроды, совокупные запасы всех 29 редких металлов, существующих в РФ, составляют 658 млн тонн, этого количества, по мнению ведомства, достаточно на долгосрочную перспективу.

## Основные виды полезных ископаемых

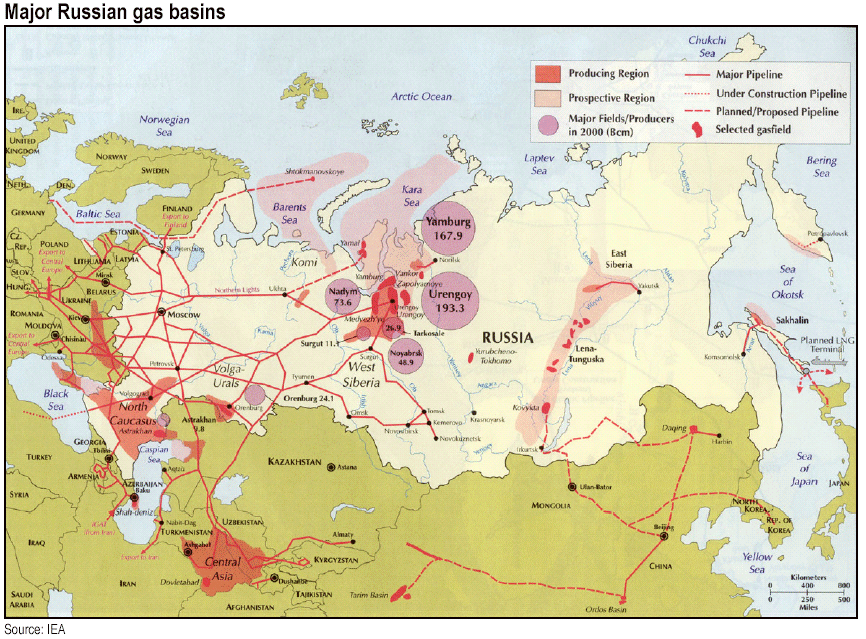
Основные газовые бассейны (данные МЭА)

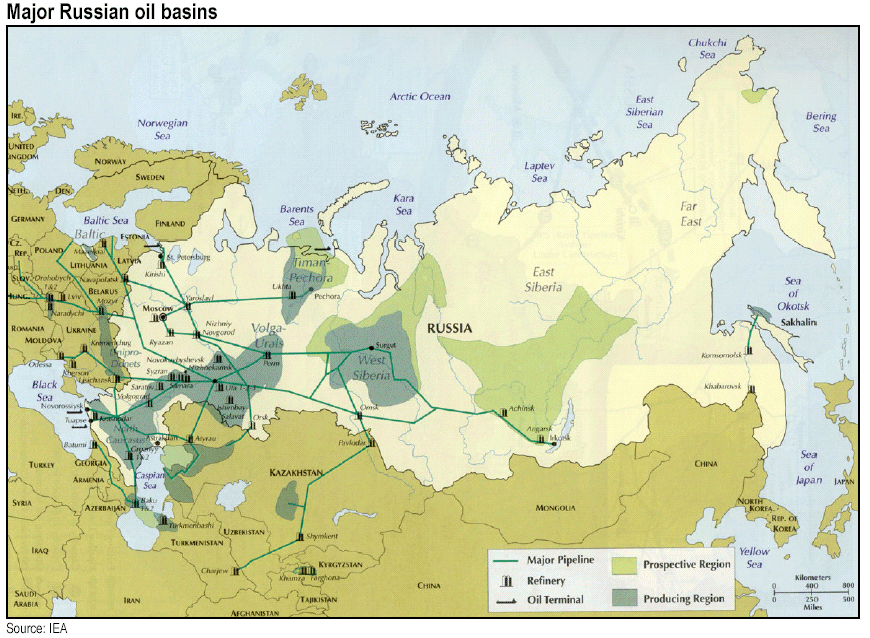
Основные нефтяные бассейны

### Горючие полезные ископаемые России
Нефть и газ
По запасам нефти РФ занимает седьмое место, а газа — 1-е место в мире (2010) (20-25 % от Мировых). Запасы нефти оцениваются в 14.1 млрд т (6 % от Мировых) или 103.2 млрд барр. Суммарные прогнозные нефтяные ресурсы страны оцениваются в 62,7 млрд т. Большая часть этих ресурсов сосредоточена в восточных и северных районах страны, а также на шельфах арктических и дальневосточных морей. В начале XXI века с 2152 открытых в России нефтяных месторождений в разработку вовлечено менее половины, а запасы эксплуатируемых месторождений выработаны в среднем на 45 %. Однако начальный потенциал ресурсов нефти России реализован примерно на треть, а в восточных районах и на российском шельфе — не более чем на 10 %, так что возможно открытие новых крупных запасов жидких углеводородов, в том числе в Западной Сибири.
Залежи нефти и газа установлены в осадочных горных породах от венда до неогена, но наибольшие ресурсы углеводородного сырья сосредоточены в палеозойском (девон, карбон, пермь) и мезозойской (юра, мел) отложениях. На территории РФ выделяют следующие нефтегазоносные провинции: Западно-Сибирскую, Тимано-Печорскую, Волго-Уральскую, Прикаспийскую, Северо-Кавказско-Мангышлакскую, Енисейско-Анабарскую, Лено-Тунгусскую, Лено-Вилюйскую, Охотскую и нефтегазоносные области: Балтийскую, Анадырскую и Восточно-Камчатскую.
Западно-Сибирская нефтегазоносная провинция приурочена к одноимённой плите и охватывает Тюменскую (Лянторское нефтегазоконденсатное месторождение, Правдинское нефтяное месторождение), Томскую, Новосибирскую и Омскую области, западную окраину Красноярского края. Промышленная нефтегазоносность связана с мощным чехлом мезозойско-кайнозойских отложений. Здесь открыто более 300 месторождений нефти и газа.
Тимано-Печорская провинция расположена на севере Европейской части РФ. Нефтегазоносен почти весь разрез осадочных горных пород (от ордовика до триаса) но больше залежей и более 90 % запасов сосредоточено в производительных горизонтах среднедевонско-нижнефранского терригенного комплекса (Усинское, Возейское, Западно-Тэбукское и другие месторождения). С карбон-нижнепермским комплексом пород связаны залежи Вуктыльского, Лаявожского, Южно-Шапкинского и других месторождений.
Волго-Уральская провинция находится на востоке Европейской части РФ. Около 40 % от всех нефтяных ресурсов провинции здесь сосредоточено в девонских и более 50 % — в каменноугольных отложениях, а около 90 % запасов газа связано с пермскими горными породами. Нефтяные и газовые месторождения выявлены в Пермской, Кировской, Ульяновской, Самарской, Оренбургской, Саратовской и Волгоградской областях, в республиках Татарстан, Башкортостан и Удмуртия. Крупнейшие нефтяные месторождения: Ромашкинское, Арланское, Бавлинское, Мухановское, Ишимбайское и другие, а также Оренбургское газоконденсатное месторождение.
На территории РФ находится северо-западная часть Прикаспийской провинции, где основными продуктивными горизонтами являются палеозойские горные породы, а подчинённое значение имеют пермско-триасовые и юрские. Здесь выделяется Астраханское газоконденсатное месторождение. Нефтяные залежи разведаны в песчаниках аптского яруса в пределах вала Карпинского и в прилегающих к нему зонах.
Нефтегазоносность в Северо-Кавказско-Мангышлакской провинции (простирается вдоль Северного Кавказа от Азовского до Каспийского морей) установлена по всему разрезу мезозойско-кайнозойских осадочных отложений, но наибольшее значение имеют юрский, нижне-и верхнемеловые, палеогеновые и неогеновые продуктивные комплексы. В рамках этой провинции расположены старейшие в стране Майкопский (Майкопское газоконденсатное месторождение) и Грозненский нефтяные промыслы, а также месторождения нефти и газа Краснодарского (Анастасиевско-Троицкое нефтегазовое месторождение) и Ставропольского краёв, Дагестана и Калмыкии.
Енисейско-Анабарская провинция расположена на севере Красноярского края и Якутии. Промышленные скопления газа установлены в мезозойских породах Усть-Енисейской впадины. Лено-Тунгусская провинция охватывает северный и центральный районы Красноярского края, западный и северный районы Иркутской области и западную часть Якутии (Саха). Нефтегазоносность связана с осадочными породами верхнего протерозоя (рифей-венд) и нижнего палеозоя (кембрий). Перспективны также ордовикские и силурийские отложения. Особенностями провинции является наличие трапов магматизма, что осложнило формирование нефтяных и газовых месторождений, и вечная мерзлота, которая затрудняет их разведку и освоение.
Лено-Вилюйская провинция расположена в западной части Якутии. Продуктивными являются терригенные пермские, триасовые и юрские г. п.
Охотская нефтегазоносная провинция охватывает акваторию Охотского моря, Татарского пролива, острова Сахалин и западного побережья полуострова Камчатка. Промышленно нефтегазоносны породы неогена.
На территории РФ (в пределах Калининградской области) находится южная часть Балтийской нефтегазоносной области. Промышленно нефтеносными являются терригенные отложения среднего кембрия.
Анадырская область расположена в юго-восточной части Чукотского автономного округа. Здесь наиболее перспективны отложения мелового периода, палеогена и неогена.
Восточно-Камчатская нефтегазоносная область охватывает восточную часть полуострова Камчатка и прилегающие шельфы Берингова моря и Тихого океана Перспективными являются палеогеновые и неогеновые отложения. Нефтеносная шельфовая зона Арктики охватывает Берингово, Баренцево (остров Колгуев) и другие моря.
По оценкам British Petroleum на 2003 год в России запасы нефти составляют 60 млрд барр, доля в мире — 6 %, оценённый по уровню потребления будущий продуктивный период — 22 года. Запасы газа (трлн м³), доля в мире и оставшиеся годы добычи: 48 (31 %), 81 год. Доказанные запасы газа России распределяются по экономическим районам следующим образом: на районы европейской части страны приходится 4.9 трлн м³ (в том числе на Поволжский — 5,9 %, Уральский — 2,3 %, Северный — 1,5 %, Северо-Кавказский — 0,6 %), Западной Сибири — 36.8 трлн м³ (77.5 %), Восточной Сибири — 1.0 трлн м³, Дальнего Востока — 1.1 трлн м³, шельфа — 3.7 трлн м³. Крупнейшими газовыми месторождениями являются Уренгойское и Ямбургское. На полуострове Ямал на 25 месторождениях разведано 10.4 трлн м³ запасов. В акватории Баренцева моря запасы газа более 3 трлн м³.
Ископаемый уголь
В РФ имеются большие запасы угля (15-16 % от Мировых) (третье место в мире после США и Китая), 50 млрд т каменного и 1.8 трлн т бурого угля, всего 1.57 трлн т установленные в отложениях девона-плиоцена. Разведаны угли всех геологических типов и стадий метаморфизма — от чисто гумусового к богхедовому и от липтобиолитового и мягкого бурого угля (Нижнезейский угольный бассейн) до антрацитов. Главные угольные бассейны — Кузнецкий, Печорский, Южно-Якутский и российская часть Донецкого. В восточных районах страны сосредоточено около 63 % всех запасов. По геолого-структурному положению угольные бассейны относят к платформенным (Подмосковный, юго-Уральский, Канско-Ачинский, Иркутский, Таймырский, Ленский и др.) и к геосинклинальным типам. Последние имеют особенно важное значение, поскольку содержат высококачественный каменный уголь, в том числе коксующийся — Донецкий, Печорский, Кузнецкий и другие бассейны. Угленакопления в Подмосковном угольном бассейне происходило в палеозое; разведанные запасы 4 млрд т. Угли бурые, плотные, мощность пластов 1,5-2,5 м, макс. зольность 45 %. На территории РФ находится небольшая восточная часть Донецкого угольного бассейна. Уголь каменный, высококачественный, практически всех марок. Печорский угольный бассейн сформировался в перми, включает 30 угольных месторождений.
Теплота сгорания угля 16,8-32 МДж/кг. Основное значение имеет уголь марок Д, Ж и К. Содержание серы в них не превышает 1,5 %. Уголь Кизеловского угольного бассейна приурочен к осадочным породам нижнего карбона. Выявлено 29 пластов простого строения, из них 4 имеют промышленное значение. Угли гумусовые, каменные (от Д до Ж), труднообогатимые. Кузнецкий угольный бассейн выделяется своими большими запасами (более 67 млрд т, прогнозные ресурсы более 430 млрд т). Суммарная мощность пластов 4-95 м. Угли каменные гумусовые. Горловский угольный бассейн является вторым после Донбасса районом добычи антрацита. Угленосные отложения содержат до 16 рабочих пластов. В Минусинском угольном бассейне они принадлежат к верхнему палеозою, содержится 40 пластов угля марок Д и Г суммарной мощностью до 100 м. Угли гумусовые, каменные, газовые и др. Разведанные и оценённые запасы 5 млрд т, в том числе пригодные для открытых работ 3.6 млрд т. Тунгусский угольный бассейн имеет прогнозные ресурсы более 2 трлн т. Угли каменные и бурые. Основная угленосность связана с отложениями перми и карбона. Количество пластов от 3 до 11, суммарная мощность от 11 до 74 м. В Таймырском угольном бассейне угленосны пермские отложения, установлено 26 пластов суммарной мощностью 48 м. Рабочие пласты каменного угля имеют мощность 1-3 м, реже 6-7 м. Угли Ленского бассейна относятся к мезозою. Всего в разрезе юры известно 150 угольных пластов, из которых 50 мощностью 1 м. Прогнозные ресурсы бассейна оцениваются в 1,6 трлн т.
Крупнейшим в РФ по подтверждённым запасам (80.2 млрд т) является Канско-Ачинский угольный бассейн Свыше 1/4 всех запасов бурого угля бассейна пригодны для разработки открытым способом. Крупнейшие месторождения — Урюпское, Абанское, Барандатское, Назаровское, Берёзовское и другие. Угли низкозольные, с теплотой сгорания до 29,3 МДж/кг. Иркутский угольный бассейн расположен в вост. части Сибирской платформы, здесь разведано 20 крупных месторождений (Черемховское, Вознесенское, Мугунсское, Каранцайское и др.). Угленосные отложения содержат до 65 пластов; кол-во рабочих пластов на окр. месторождения от 1 до 25. Разведанные запасы 7.4 млрд т. Южно-Якутский угольный бассейн выделяется наличием наибольшего количества в РФ коксующегося угля. Разведаны Нерюнгринское, Чульмаканское, Денисовское и др. месторождения. Уголь марок Ж, КЖ, К и ОС, малосернистый и малофосфористый, верх. горизонты угля окислены. Разведанные запасы 5.6 млрд т, около 60 % угля размещено на глубине до 300 м. Крупными ресурсами располагает Улуг-Хемский бассейн (Тува), прогнозные ресурсы каменного угля здесь оцениваются в 9 млрд т. Угленосные отложения юры содержат уголь с небольшим содержанием серы и фосфора. На восточном склоне Урала известны триас-юрский Челябинский буроугольный бассейн, Северо-Сосьвинский, а также Серовский, Буланаш-Ёлкинский и Орский угленосные районы. Многочисленные разобщённые месторождения каменного и бурого угля юры установлены в Забайкалье (Гусиноозёрское, Олонь-Шибирское, Харанорское и др.), часть из них пригодна для открытой разработки. Раздольненского каменноугольного бассейна, Павловского, Реттиховського, Хасанского, Бикинское и др. месторождений Приморского края, а также Нижнезейского буроугольного бассейна и Буреинского угольного бассейна в Хабаровском крае, Аркагалинская, Эльгинская, Омолонская, Анадырская и Чаун-Чукотская угленосные площади в Магаданской области. К палеоген-неогеновых отложениям приурочены месторождения Южно-Уральского угольного бассейна (50 месторождений, мощность пластов до 12 м), Прибайкальского района (бурый уголь), Угловского буроугольного бассейна, Бикинского месторождения в Приморском крае, а также коксующегося угля острова Сахалин.
Горючие сланцы
Основные месторождения сланцев расположены в Европейской части РФ. Наиболее важным в промышленном отношении является С.-Петербургское (бывшее Ленинградское) месторождение, входящее в Прибалтийский сланцевый бассейн. Залежи горючих сланцев, приуроченные к породам верхней юры, обнаружены также в Волжском, Тимано-Печорском и Вичегодском сланцевых бассейнах. В Сибири сланцевые формации раннего палеозоя обнаружены в бассейне города Оленёк и в Лено-Алданском районе.
Торф
РФ богата залежами торфа. На её территории выявлено, разведано и учтено 46 тыс. месторождений с запасами 160 млрд т. Из них на европейскую часть приходится 24 %, на азиатскую — 76 %. Наибольшие запасы торфа сосредоточены в сев.-зап. районах европейской части, на Сев. Урале и в Зап. Сибири. Площадь ряда месторождений превышает 100 км². Крупнейшее месторождение — Васюганское в Зап. Сибири (запасы около 20 млрд т, или около 15 % запасов РФ).

### Руды
Железная руда
Россия, как и Украина, как и Бразилия стоят на первом месте в мире по общим и подтверждённым запасам (264 млрд т) железняка (по 18 % от мировых). Железные руды России отличаются значительной глубиной залегания, имеют содержание железа 16-32 %, характеризуются большой прочностью и сложным минеральным составом. Практически все они подлежат обогащению.
Залежи железняка в осн. находятся в европейской части страны. Самый большой бассейн РФ и один из крупнейших в мире — Курская магнитная аномалия. Из разведанных в РФ запасов руд только здесь более 16 % может быть использовано без обогащения. Месторождения жел. руд представлены всеми генетическими типами. Магматические месторождения ((апатит)-титаномагнетита и ильменит-титаномагнетита) известны в Карелии (Пудожгорское), на Урале (Качканарская, Кусинско-Копанская группы, Суроямское), в Горном Алтае (Харловское), Вост. Саянах, в Забайкалье (Кручининское). Руды характеризуются пром. содержанием железа, ванадия, титана, низким содержанием серы и фосфора.
Карбонатитовые залежи — перовскит-титаномагнетита и апатит-магнетитовые месторождения Балтийского щита (Африканда, Ковдорский) и Сибирской платформы (Гулинский массив). Скарновые месторождения развиты на Урале (Высокогорское, Гороблагодатское, Сев.-Песчанское и др.) и в Зап. Сибири (Таштагольское, Абаканское и др.). Магнетитовые месторождения магнезиально-скарновой формации находятся преимущественно в областях развития древних щитов и докембрийской складчатости. Такие месторождения известны в Кузнецком Алатау (Тейское), в Горной Шории (Шерегешевское) и Якутии (Таёжное). Широко развиты вулканогенные гидротермальные месторождения, парагенетически связанные с трапами Сибирской платформы (Ангаро-Илимский железорудный бассейн, Ангаро-Катский, Середнеангарский, Канско-Тасеевский, Тунгусский, Бахтинский и Илимпейский железорудные районы). Крупнейшие месторождения этой группы — Коршуновское, Рудногирское, Нерюндинское и Тагарское. Рудные тела — зоны вкрапленности, жилы и пластоподобные залежи. К вулканогенно-осадочным месторождениям принадлежат Терсинская группа (Кузнецкий Алатау) и Холзунское месторождение (Горный Алтай). Охристые оолитовые руды месторождений кор выветривания представлены в залежах Сев. Урала (Елизаветинское, Серовское), Юж. Урала (Аккерманивское, Новокиевское, Новопетропавливское и др.), на Сев. Кавказе (Малкинское).
Осадочные месторождения сидерита (в зоне окисления буро-железняка) известны на западном склоне Южного Урала; крупнейшие из них сосредоточены в Бакальской группе месторождений. Гематитовые геосинклинальные морские месторождения известны в Ангаро-Питском железорудном бассейне. Платформенные морские месторождения мезозоя-кайнозоя есть в Зап. Сибири. Гидрогетитовые бобово-оолитовые озёрно-болотные континентальные залежи представлены большим числом мелких образований юры на Вост.-Европейской платформе (Тульский, Липецкий и др. районы); руды характеризуются низким содержанием железа (30-40 %).
Метаморфогенные месторождения железистых кварцитов, залегающие в докембрийских складчатых областях, сосредоточены на Кольском полуострове (см. Кольский рудный район) и в Карелии (Кировогирское, Костомукшское и др.), в бассейне КМА (Михайловское, Лебединское, Стойленское и проч.), на Южном Урале (Тараташское, Зизаний-Комаровское железорудные месторождения), в Туве (Мугурское), в Южной Якутии (Юго-Алданский железорудный район), в районе БАМа (Чара-Токкинская группа месторождений), на Дальнем Востоке (Малохинганская и Уссурийская группы месторождений). Крупнейшие месторождения этого типа залегают в первично-осадочных и частично вулканогенно-осадочных метаморфизированных породах. Железистые кварциты содержат 32-37 % железа, бедны фосфором и серой; руды сложены в основном магнетитом, присутствует гематит. Формации железистых кварцитов больше всего представлены в КМА, где богаты руды коры выветривания содержащих Fe до 70 % при небольшой доле S и P.
Марганец
Месторождения марганцевых руд на территории РФ многочисленные, но небольшие, преимущественно карбонатного типа. В Госбалансе учтены 14 месторождений, разведанные запасы которых составляют около 150 млн т. — 2,7 % от мировых (2002).
Качество руд низкое.
Добыча марганцевой руды осуществляется преимущественно открытым путём с использованием высокопродуктивных экскаваторов. Самые крупные из наземных залежей марганцевой руды находятся в Южной Африке, Австралии, Габоне, Бразилии, Китае, Индии, Украине, Казахстане и Грузии.
В России марганец является остродефицитным сырьём, имеющим стратегическое значение.
По данным Госдоклада о минеральных ресурсах РФ, в 2017 году в стране добыли всего одну тысячу тонн марганцевой руды. Сырье импортируется из Казахстана, ЮАР, Болгарии, Бразилии и Габона.
Около 91 % запасов России относятся к карбонатному типу с низким содержанием Mn и тяжёлой обогатимостью. Крупнейшие залежи известны на Урале, в Сибири и на Дальнем Востоке. Крупнейшие из них на Урале — Юркинское, Екатерининское, Берёзовское и др. (Карбонатные руды), Новоберёзовское, Полуночное (оксидные руды). Руды Сев. Уральского бас. характеризуются содержанием марганца ок. 21 %. На Юж. Урале с вулканогенно-осадочной формацией Магнитогорского синклинория связаны многочисленные мелкие залежи окисленных марганцевых руд. Крупнейшее в Сибири — Усинское марганцевое месторождение (Кемеровская область), которое содержит 65 % запасов марганцевых руд России, руды в осн. карбонатные. Кроме того, есть небольшие скопления марганца на Енисейском кряже (Порожинское месторожд.), Салаирском кряже, Ангарском хребте, на зап. побережье оз. Байкал, в ряде районов Сибири, Д. Востока (группа месторожд. Малого Хингана), Ирнимийское месторожд. в Удскую-Шантарском районе, на Сев. Кавказе (Лабинское). В России преобладает карбонатный тип руд со средним содержанием марганца 20 % (более 90 % российских запасов). Оксидные руды (при содержании Mn 21 %) составляют 4,7 %, окисленные (27 % Mn) — 4,5 %, смешанные (16 % Mn) — сотые доли процента.
Кроме Тыньинского (Свердловская область) и Громовское (Читинская область) месторождений, при оценке подтверждённых запасов учитываются: Парнокское (Республика Коми); Марсятское, Ивдельское, Берёзовское, Ново-Березовское, Юго-Березовское (Свердловская область); Усинское (Кемеровская область); Николаевское (Иркутская область). Большая часть подтверждённых запасов России (более 80 %) сосредоточена в Усинском месторождении в Кемеровской области. Пласты и линзы карбонатных марганцевых руд протяжённостью в несколько сотен метров и мощностью 20-65 м приурочены к толще нижнекембрийских карбонатных и глинисто-кремнистых пород. Рудная зона прослеживается на глубине более 500 м и тянется в северо-западном направлении на 4-6 км. Суммарная мощность рудной зоны превышает 150 м. С поверхности руды окислены на глубину от 30 до 75 м. Подтверждённые запасы месторождения составляют 79.69 млн т руды со средним содержанием марганца 19,4 %. На окисленные руды (до 27 % марганца) приходится всего около 6 % запасов. Карбонатные руды разнообразны, часть из них обогащена фосфором и железом, содержание марганца — от 12-14 % до 20 %. Месторождение подготавливается к освоению карьерной выемкой.
На Тыньинском месторождении (Свердловская обл.) запасы категорий В + С1 + С2 составляют 579,3 тыс. т. Руды карбонатные (77.6 %), окисленные (9 %) и смешанные (13.4 %). Содержание марганца, соответственно: 20,2 %, 23,0 %, 15,6 %. Отрабатывается верхний пласт, окисленные руды составляют 71 % объёма добычи. Разработка осуществляется открытым способом.
В рамках Международного района морского дна (МРМД) России выделена площадь в Западном секторе северных приэкваториальных зоны Тихого океана для изучения и освоения скоплений кобальт-марганцевых корок (КМК). Площадь включает Магеллановы горы, поднятие Маркус-Уэйк и Уэйк-Неккер, а также северную часть подводного продолжения Маршалловых о-вов и островов Лайн. Общее количество прогнозных ресурсов в этой зоне составляет 1 842 млн т сухих руд, содержащие около 380 млн т марганца и 10 млн т кобальта.
На рудном поле Кларион-Клиппертон (Тихий океан) в пределах МРМД Международным органом по морскому дну за Россией закреплён участок дна в 75 км² для разведки и добычи железомарганцевых конкреций (ЖМК). В пределах этого участка запасы и прогнозные ресурсы СМК категорий С2, Р1 и Р2 (в соотношении 3.1: 2.1: 94.8) оцениваются в 448.0 млн т сухих руд при среднем содержании марганца в руде 29,4 %. Кроме того, Россия является участником международной организации «Интерокеанметалл» (Болгария, Польша, Россия, Чехия, Словакия), которой в том же рудном поле Кларион-Клиппертон выделен участок с месторождениями ЖМК. С учётом этого, суммарные прогнозные ресурсы марганца России в Тихом океане оцениваются в 156,15 млн т металла.
Титановые руды
В РФ их подразделяют на две группы — коренные и россыпные. Коренные месторождения характеризуются невысоким содержанием диоксида титана, значительно меньше, чем в Канаде и Норвегии. Россыпи имеют более низкие, чем их мировые аналоги, концентрации ильменита, рутила, циркона, худшие геолого-экономические и горнотехнические условия. Добывают руды главным образом из древних (погребённых) прибрежно-морских, а также аллювиальных и аллювиально-делювиальных россыпей ильменита и др. титаносодержащих минералов неогена, палеогена, мезозоя и палеозоя. Они распространены на Вост.-Европейской платформе, Урале, в Зап. и Вост. Сибири, в Забайкалье. Перспективны метаморфогенные россыпи Башкирского антиклинория, обогащённые ильменитом и цирконом. К магматическим принадлежит Кусинская группа месторождений ильменит-магнетитовых и ильменит-титаномагнетитовых руд на Юж. Урале (Копанское, Медведевское, Маткальское и др.). К этому же типу относятся Пудожгорское (Карелия), Елеть-Озеро (Кольский п-ров), Кручининское (Забайкалье), Лисанское и Малотагульское (Вост. Саяны) месторождения. Метаморфические залежи известны в древних кристаллических сланцах на Среднем (Кузнечихинское) и Южном (Шубинское) Урале.
Основу минерально-сырьевой базы титана России составляют россыпные месторождения комплексных ильменит-рутил-циркониевых песков (Центральное, Лукояновское, Бешпагирское, Туганское, Тарское, Георгиевское), ильменитовых песков (Тулунское, Катенское, Николаевское), лейкоксеновых песчаников (Ярегское), ильменит-титаномагнетитовых песков (россыпи бассейна р. Ай на Урале, Ручарзкое, Рейдовское, Халактирское, Озёрновское), ильменит-рутил-фосфатных песков (Унечское). Коренными источниками титанового сырья являются месторождения апатит-ильменитовых руд (Гремяха-Вирмес, Большой Сейим), титаномагнетита-ильменитовых (Медведевское, Кручининское, Харловское, Чинейское), титаномагнетитовых (Пудожгирское, Пидлисанское) и лопаритових руд (Ловозерское). Значительные запасы титана сосредоточены в сфенитах хибинских апатитовых месторождений.
Хром
Из месторождений хромовых руд пром. значение имеет Сарановское месторожд. (Пермский край), приуроченное к габбро-перидотитовому массиву. Рудные концентрации в виде субпараллельных жиловидных тел прослеживаются на расстояние до 1 км при мощности 3-10 м. Содержание Cr2O3 34-39 %; Al2O3 15-18 %; MgO 16-18 %; FeO 12-14 %. На Урале известно также Ключевское месторождение, связанное с дунит-гарцбургитовой субформацией. Наиболее богатые руды содержат 13-18 % Cr2O3. С аналогичными формациями связаны залежи массива Рай-Из (Полярный Урал) и Верблюжьегорское месторожд. (Челябинская обл.) На Урале известны также россыпные месторожд., к которым относятся валунные руды Сарановского и элювиальные россыпи Алапаевского и Варшавского месторождений. Руды, как правило, бедные, требующие обогащения. Обнаружена минер.-сырьевая база хромовых руд представлена в осн. прогнозными ресурсами. Доля разведанных (С1) и предварительно оценённых (С2) запасов не более 10 %.
Все 100 % хромовых руд импортируются из Казахстана.
Ванадий
На Урале широко развиты породы габбро-пироксенит-дунитовой формации, с которыми связаны месторождения ванадийсодержащего титаномагнетита (Качканарское и др.). Есть также небольшие месторождения ванадия в зонах окисления полиметаллических руд. На побережье Каспийского моря и Курильских островах обнаружены прибрежно-морские россыпи титаномагнетитовых песков с содержанием ванадия. Повышенное содержание ванадия установлено в угольных и железорудных месторожд., а также в высокосернистой нефти в Волго-Уральской провинции.
В течение первого десятилетия XX века большая часть ванадиевой руды добывалась американской компанией Vanadium из Минас-Рагра в Перу. Позднее увеличение спроса на уран привело к увеличению добычи руды этого металла. Одной из основных урановых руд был карнотит, который также содержит ванадий. Таким образом, ванадий стал доступным как побочный продукт производства урана. Со временем добыча урана стала обеспечивать большую долю спроса на ванадий.
Известны месторождения в Перу, США, ЮАР, Финляндии, Австралии, Армении, России, Турции, Англии.
Алюминий
РФ имеет значительные ресурсы алюминиевых руд — бокситов, нефелинов и других видов алюминиевого сырья. Залежи бокситов геосинклинального типа разведаны на Северном Урале (Северо-Уральский бокситоносный район), Юж. Урале и в Зап. Сибири. Месторожд. бокситов платформенного типа расположены в Европ. части РФ — Тихвинский (содержание Al2O3 35-49 %) и Онежский (49-53 %) бокситоносные районы, а также месторожд., связанные с разрушением кор выветривания на Сибирской платформе (Чадобецкая, Приангарская и Татарская группы родов). Латеритные (остаточные) месторожд. бокситов в нижнепалеозойские корах выветривания обнаружены в Белгородском районе КМА (Вислохское; 49-51 %) и на Среднем Тимане. Освоено производство глинозёма и получение алюминия из нефелиновых концентратов апатит-нефелиновых руд Хибинских месторождений (Кольский рудный район), из нефелинов Кия-Шалтирского месторождения (Кузнецкий Алатау). Перспективное сырьё — синнириты (калий-алюмосиликатные породы Синнирского массива) в Забайкалье, кианитовые сланцы Кейвского плато на Кольском полуострове, силлиманитовые сланцы Бурятии (Кяхтинский месторождение), алуниты Дальнего Востока (Аскумское месторождение) и др.
Наиболее высокое качество имеют бокситы Северо-Уральского бокситоносного района. Наиболее перспективным источником этого сырья является Середнетиманская группа месторождений на северо-западе республики Коми, в 150 км от города Ухты; подтверждённые запасы их — 200 млн т. По другим данным, запасы до глубины 200 м здесь составляют 264 млн т. Разведанные запасы Среднего Тимана сконцентрированы на Вежаю-Ворыквинском (150 млн т), Верхне-Щугорском (66 млн т) и Восточном (48 млн т) месторождениях. Эти месторождения находятся в необжитом районе, открыты в конце шестидесятых годов и детально разведаны в 80-х годах. Качество руд — среднее.
Вольфрам и молибден
По ресурсам вольфрама Россия вместе с Казахстаном разделяет 2-3-е место в мире (после Китая) — 18,2 % (4 млн т).
Наиболее крупными запасами обладают Казахстан, Китай, Канада и США; известны также месторождения в Боливии, Португалии, России, Узбекистане и Южной Корее.
В России добывается 7 % от мировой добычи вольфрама.
Основные экспортёры вольфрама в Мире: Китай, Южная Корея, Австрия.
Вольфрамовые и молибденовые руды концентрируются в осн. в скарновых контактово-метасоматических, грейзеновых, гидротермальных жильных и штокверковых месторождениях. Около 60 % разведанных запасов приходится на скарновые месторождения. К ним (2 / 3 запасов) принадлежит Тырныаузское месторожд. комплексных вольфрам-молибденовых руд на Сев. Кавказе (Баксанское ущелье), приуроченное к мощной зоне развития скарнов и скарновых мраморов. Вольфрамовые залежи скарново-грейзеново-сульфидного типа известны на Дальнем Востоке (Восток-2, Лермонтовское). Гидротермальные месторожд. молибдена и вольфрама известны в Забайкалье (молибденовые Шахтаминское, Бугдаинское, Жирекенское; вольфрамовые Холтосонское, Инкурское), в Кузнецком Алатау (Сорское молибденовое), на Чукотке (Иультинское оловянно-вольфрамовое).
В России по состоянию на 2000 год разведаны более 90 вольфрамовых месторождений, причём на долю 50 коренных приходится более 99 % суммарных запасов промышленных категорий, и лишь менее 1 % запасов заключено в россыпях. Более 40 % запасов вольфрама сконцентрировано на Северном Кавказе, почти 30 % — в Забайкалье, 10 % — в Приморском крае, 9 % — в Якутии, остальные — на Чукотке, Алтае, Урале. Около 55 % всех разведанных запасов заключено в месторождениях скарнового геолого-промышленного типа, 25 % — в штокверковых), 14 % — в жильных, 5 % — в стратиформных месторождениях. Несмотря на достаточно высокий ресурсный потенциал, в освоении минерально-сырьевой базы страны остаётся ряд серьёзных и пока не решённых проблем. Это прежде всего высокая концентрация разведанных запасов в месторождениях, а также в целом более низкое, чем за рубежом, содержание триоксида вольфрама в рудах.
Россия обладает существенной частью мировых подтверждённых запасов молибдена. Данные о запасах молибдена в РФ официально не объявлены. По данным западных источников, экономические запасы России, соответствующие части подтверждённых запасов, составляют 240 тыс. т, а база запасов, или сумма общих запасов и части условно-экономических ресурсов, — 360 тыс. т. Российские специалисты считают эту оценку существенно заниженной.
Крупные месторождения молибдена известны в США, Мексике, Чили, Канаде, Австралии, Норвегии.
Более 7 % от мировых запасов молибдена расположены в Армении.
На 1997 год в стране было учтено 9 месторождений с балансовыми запасами молибдена. Из них семь, расположенных преимущественно в Восточной Сибири, относятся к разряду средних и крупных. До 40 % подтверждённых запасов находится в республике Бурятия, преимущественно в штокверковых молибденовых месторождениях. В Читинской области — 28 % запасов, основная их часть сконцентрирована в молибденпорфировых месторождениях. Качество руд основных месторождений России низкое. Среднее содержание молибдена в рудах в 1,5-2,5 раза ниже средних содержаний в основных зарубежных молибденовых месторождениях. Большинство российских месторождений расположено в восточных регионах страны с недостаточно развитой инфраструктурой, на значительном удалении от основных промышленных центров переработки молибденовых концентратов, что резко увеличивает себестоимость конечных продуктов и существенно снижает их конкурентоспособность на мировом рынке. Однако на территории страны, в Карелии, Мурманской, Свердловской, Челябинской областей и особенно на Дальнем Востоке, известно ещё большое количество недостаточно изученных молибденоворудных объектов различного типа со значительными прогнозными и условно-экономическими ресурсами.
Медь

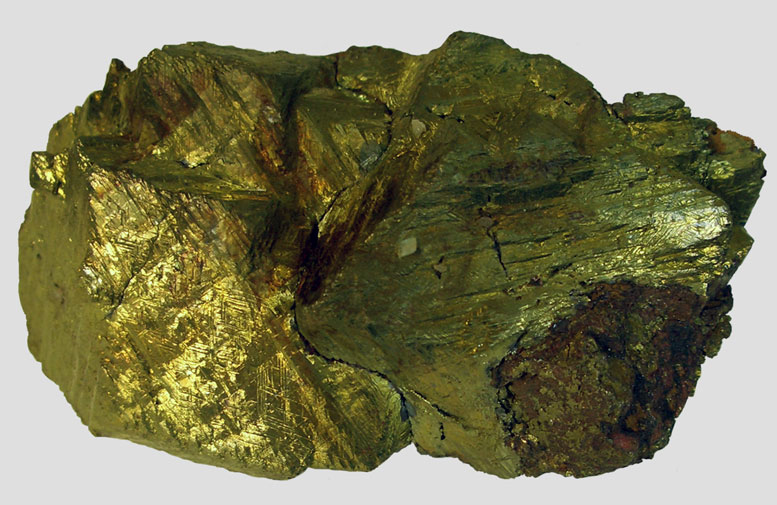
Халькопирит

По западным источникам, подтверждённые запасы меди в РФ составляют 20 млн т, общие — 30 млн т, значительная часть разведанных запасов нерентабельна для современной разработки.
Одновременно сырьевые ресурсы России по меди не уступают по своему качеству зарубежным. Основные ресурсы медных руд на территории РФ сосредоточены в сульфидных медно-никелевых (65-70 % добычи), медно-колчеданных (30-35 % добычи) месторождениях и в месторождениях медистых песчаников. Большие залежи сульфидных медно-никелевых руд, связанные с трапами нижнего мезозоя, расположены в Норильском рудном районе (Норильское-1, Талнахское, Октябрьское и др.). Месторождения таких руд известны также на Кольском полуострове, где они связаны с интрузиями докембрийского возраста (Ждановское, Каули, Аллареченское, Ниттис-Кумужья-Луга и др.). Залежи медно-колчеданных руд распространены на Урале, вдоль его восточного склона (Красноуральская, Кировоградская, Карабашская группы месторождений, Дегтярское, Учалинское, Сибайское, Гайское, Аралчинское и др.). Содержание меди в рудах — от долей процента до 20 %. Колчеданные месторождения Северного Кавказа залегают в средне-палеозойских осадочно-вулканогенных образованиях (Урупское, Худеское и другие). Осадочные месторождения типа медистых песчаников залегают в толще метаморфизированных терригенных пород ниж. протерозоя (Удоканское в Читинской области) Содержание меди в рудах 0,2-4 %. Значительные запасы меди сосредоточены в комплексных полиметаллических месторождениях.
Никель и кобальт
Основные запасы никеля сосредоточены в Новой Каледонии, Канаде, Австралийском союзе, на Филиппинах, в Индонезии, Бразилии, Гватемале, Греции.
Наибольшими запасами никеля в мире обладает Индонезия (21 млн тонн). Там добывается больше всего никеля в год (более 340 тыс. тонн)
Россия имеет около 6,5 млн т подтверждённых запасов никеля, доля в мире — 13,2 %, общие запасы — около 7,5 млн т.
Главным источником никелевых и кобальтовых руд являются магматические месторождения, расположенные в Норильском рудном районе Красноярского края и на Кольском полуострове. Они заключены главным образом в интрузивных габбро-долеритовых формациях мезозойского возраста. Рудные тела имеют пластоподобные, линзовидные или жильные формы при мощности до 50 м и протяжённости до нескольких километров. Сульфидные руды этих месторождений являются комплексными: они содержат медь, кобальт, никель, платину. Экзогенные месторождения силикатных никель-кобальтовых руд известны на Урале (Серовское, Черемшанское, Синарское, Липовское, Буруктальское и другие). В Туве разведано комплексное Хову-Аксинское месторождение мышьяк-никель-кобальтовых руд. Всего в России 85 % запасов никеля связано с сульфидными медно-никелевыми месторожд. (Норильск, Печенга), и 15 % — с силикатными (Урал).
Олово
Мировые месторождения олова находятся в основном в Китае и Юго-Восточной Азии — Индонезии, Малайзии и Таиланде. Также есть крупные месторождения в Южной Америке (Боливии, Перу, Бразилии) и Австралии.
По ресурсам олова Россия занимает шестое место среди стран мира (после Бразилии, Китая, Индонезии, Малайзии и Таиланда) — 7,6 % мировых ресурсов (3,6 млн т).
Основу минерально-сырьевой базы олова в России составляют мезозойские коренные месторождения жильных и штокверковых руд (свыше 86 % разведанных запасов металла), запасы россыпных месторождений составляют менее 14 %. Почти 95 % всех российских запасов разведанных месторождений сосредоточены в Дальневосточном регионе, в том числе 41 % — в Якутии, по 20 % — в Хабаровском крае и Магаданской области, 13 % — в Приморском крае. Ведущее промышленное значение имеют коренные месторождения касситерит-силикатного (турмалиновые и хлоритовые) геолого-промышленного типа, расположенные в Якутии. Таким образом, основные месторождения связаны с Тихоокеанским рудным поясом и зонами мезозойской активизации в Вост. Забайкалье. Месторождения представлены в осн. касситерит-сульфидными и касситерит-кварцевыми рудами. Крупнейшие месторожд. олова известны в Якутии (Депутатское, Э.-Хайское, Алис-Хайское, Илин-Таская, Бургочанское, Кестерское), на Чукотке (Иультинское, Валькумейское, Пиркакайский оловорудный узел), в Хабаровском крае (Солнечное, Фестивальное, Перевальное и др. месторожд. Комсомольского рудного района), в Приморском крае (Хрустальное, Верхнее, Арсеньевское, Левицкое, Дубровское), в Забайкалье (Хапчерангинское, Шерловогорское, Етикинское и др.), в Карелии (Кительское). Оловоносные россыпи есть в Якутии и в Магаданской области Содержание металла в российских рудах низкое — главным образом 0,4-0,6 %, тогда как в рудах Бразилии, Боливии, Китая — 1-1,5 %.
Полиметаллы
Месторождения цинка известны в Иране, Австралии, Боливии, Казахстане.
В России общие запасы цинка составляют 22,7 млн т., подтверждённые 17 200 000 т (1999). Примерно 82 % запасов находится в месторождениях Восточно-Сибирского и Уральского регионов, других 18 % — в пределах Западно-Сибирского, Дальневосточного и Северо-Кавказского регионов. Наиболее крупные месторождения цинка в России: Холоднинское, Озёрное, Корбалихинское, Гайское, Узельгинское, Учалинское и Николаевское.
Свинцово-цинковые руды России сосредоточены главным образом в месторождениях колчеданно- и стратиформного типов, значительно меньше — в зернистых, скарновых и жильных. Многочисленны палеозойские полиметаллические месторождения Рудного Алтая принадлежат к колчеданному типу (Корбалихинское, Степное, Среднее, Золотушинское и другие). Свинцово-цинково-медное оруденение этих месторождений приурочено в основном к средне-девонским метаморфическим вулканогенно-осадочным породам. Руды содержат цинка больше, чем свинца, а свинца больше, чем меди. Палеозойские колчеданные полиметаллические месторождения есть в Северном Забайкалье (Озёрное, Холоднинское). Небольшие колчеданные месторождения есть в Алтай-Саянской складчатой области (Салаирская и Урская группы месторождений, Кызыл-Таштигское). К стратиформным залежам относят Горевские метасоматические (Енисейский кряж, Pb: Zn = 1:0,2). К этому же типу относится месторождение Сардана на реке Алдан, залегающее в доломитах верхнего венда (Pb: Zn = 1:4). К зернистым относят месторожд. ниж. кембрия в карбонатных породах Восточного Забайкалья (Благодатские и другие). Месторождения скарнового типа известны в Сихотэ-Алиньской складчатой области и в Южном Приморье. Мезозойскими являются жильные полиметаллические месторождения на Северном Кавказе (Садонское, Згидское, Архонское, Эльбрусское и другие), в Восточном Забайкалье (Нерчинская группа). Жильные месторождения послемезозойского возраста обнаружены в близ Верхоянска, в Яно-Чукотском районе и на полуострове Камчатка. Большинство свинцово-цинковых месторождений характеризуются комплексным составом руд: наряду со свинцом и цинком содержат медь, олово, благородные металлы, редкие металлы и элементы, а также серный колчедан, иногда барит и флюорит. По содержанию цинка и свинца руды Россия уступают зарубежным (кроме Горевского месторождения, где содержание цинка 6 %).
Содержание свинца и цинка в рудах России соответственно 1-1,3 и 3,9-4,7 %, тогда как в рудах Австралии, США, Бразилии содержание свинца в рудах 5-7,8 %, Канады — 3,6 — 4,5 %, а содержание цинка от 3,6 до 15,3 %.
Уран
РФ занимает седьмое место в мире по общим разведанным запасам уранового сырья (на 2011 год запасы урана 487 200 т, доля в мире 5,3 %).
В Австралии сосредоточено 28 %, в Казахстане 15 %, в Канаде 9 % от мировых запасов урана.
В Госбалансе РФ на 2002 год учтены запасы 54 урановых месторождений. Из них только 16 отнесены к балансовым с общей оценкой 180 тыс. т. Основная часть этих запасов сосредоточена в 15 месторождениях Стрельцовского рудного района в Забайкалье и пригодна для подземной добычи. Запасов этих месторождений при достигнутом уровне добычи хватит на 15-20 лет. На ещё одном учтенном в госбалансе РФ Далматовском месторождении урана, пригодном для разработки методом скважинного подземного выщелачивания, балансовые запасы весьма ограничены и позволят в течение 20 лет вырабатывать 500 тыс. т урана в год.
Золото
Прогнозные ресурсы России — более 25 тыс. т золота — вторые в мире по величине (после ЮАР, 60 тыс. т, в мире — 110—180 тыс. т).
В 2011 году в мире было добыто 2809,5 тонн золота, из них в России — 212,12 т (6,6 % мировой добычи).
Россия располагает пятью большими (> 300 т) месторождениями Au. В РФ разведано более 200 коренных и 114 комплексных месторождений золота (2000 год). Основная часть балансовых запасов золота в РФ (73,6 %) сосредоточена в Восточно-Сибирском (Бодайбинское месторождение золота) и Дальневосточном регионах (в частности, Бамское золоторудное месторождение). Около 80 % общих запасов металла находится в рудных месторождениях, а 20 % — в россыпных. В РФ есть залежи руд золота различных генетических типов. Скарновые известны в Сибири (Ольховское). Рудные тела представлены линзами и жилами, осложнёнными апофизами. Наиболее распространены гидротермальные месторождения, среди которых выделяются различные золото-кварцевые формации. К золото-кварц-сульфидной формации относятся месторождения: Берёзовское (Урал), Дарасунское (Забайкалье). Перспективные вулканогенные гидротермальные месторождения находятся в архейских офиолитовых породах в пределах платформ и у молодых геосинклинальных андезит-липаритовых комплексах (область Тихоокеанского рудного пояса). Месторождения золото-кварц-халцедон-сульфидной формации (Балейское, Тасеевское в Забайкалье) представлены штокверками, линейными жильными зонами и окр. жилами с ореолами вкраплений руды. Здесь золотые руды образуют рудные столбы. К золото-серебро-кварц-адуляровой формации принадлежит Карамкенское месторожд. (Охотско-Чукотский вулканический пояс). В Сибири широко развиты метаморфические чёрные углеродные сланцы докембрия с промышленными залежами золотых руд. В Магаданской области, Республике Саха, Восточной Сибири, Забайкалье выявлены и разведаны золотые россыпи, среди которых наибольшее значение имеют аллювиальные.
Серебро
В 2018 в мире добыли 27 тыс. т, в России 1119 т. (4,14 % от мировых)
Основные из них (73 %) сосредоточены в комплексных рудах месторождений цветных металлов и золота. Собственно серебряные месторождения заключают 27 % запасов. Среди комплексных месторождений наибольшим количеством серебра (23.2 % всех его запасов) отличаются медно-колчеданные (Гайское, Узельское, Подольское на Урале, в рудах которых содержание серебра колеблется от 4-5 до 10-30 г / т). В свинцово-цинковых месторождениях Горевского, Озёрного, Холоднинского в Восточно-Сибирском экономическом районе, Николаевского, Смирновского и Приморья заключено 15,8 % запасов серебра со средним содержанием его в рудах 43 г / т. По 9,0-9,5 % запасов заключено в месторождениях полиметаллических руд Новоширокинское, Покровское, Воздвиженское в Читинской области, Рубцовске, Корбалихинское в Алтайском крае и других, сульфидных медно-никелевых месторождениях Октябрьское, Талнахское и Удоканских месторождениях медистых песчаников. Содержание серебра в этой группе месторождений колеблется от 4,5 до 20 г / т. К собственно серебряным принадлежат 16 месторождений, в рудах которых среднее содержание серебра превышает 400 г / т. Основные запасы собственно серебряных руд (около 98 %) находятся в Охотско-Чукотском и Восточно-Сихотэ-Алиньском вулканических поясах. Все промышленные месторождения серебряных руд являются постмагматичными и относятся к вулканогенно-гидротермальным образованиям. Месторождение серебряно-золотой формации — Хаканджинск в Охотско-Чукотском вулканическом поясе, серебряно-свинцовой формации — Мангазейская группа серебряно-полиметаллических месторождений Якутии.
Платиноиды
На Россию, исходя из оценки Геологической Службы США, приходится 10,7 % мировых запасов платиноидов и 8,1 % платины. По прогнозным ресурсам Россия занимает третье место в мире — 6-10 тыс. т (после ЮАР — 15-25 тыс. т., и США — 9-10 тыс. т; в мире всего — 40-60 тыс. т). Месторождения металлов платиновой группы (МПГ) представлены позднемагматичными коренными и россыпными типами. В платиновый пояс Урала входит позднемагматичное Нижнетагильское месторождение. Известны элювиальные, делювиальные и аллювиальные россыпи платиноидов. Среди них пром. значение имеют позднечетвертичные аллювиальные россыпи Урала (в основном, уже отработанные). Платину и металлы платиновой группы изымают попутно также из сульфидных медно-никелевых руд магматических месторождений. В Мурманской области находится крупнейшее в стране по запасам палладия и платины Федорово-Панское месторождение малосульфидных руд.
Сурьма
Месторождения сурьмы известны в ЮАР, Алжире, Азербайджане, Таджикистане, Болгарии, России, Финляндии, Казахстане, Сербии, Китае, Киргизии.По данным исследовательской компании Roskill, в 2010 году 76,75 % мирового первичного производства сурьмы приходилось на Китай (120 462 т, включая официальное и неофициальное производство),
Второе место по объёмам производства занимала Россия (4,14 %; 6500 т),
Третье — Мьянма (3,76 %; 5897 т). Среди других крупных производителей — Канада (3,61 %; 5660 т), Таджикистан (3,42 %; 5370 т) и Боливия (3,17 %; 4980 т).
По ресурсам сурьмы (8 % мировых) Россия занимает третье место среди стран мира (после Китая и Таджикистана).
Содержание сурьмы в золото-стибиевих рудах высоко — до 18-20 % (в других странах от 1-1,5 до 5-10 %). Сурьма локализуется главным образом в гидротермальных месторождениях жильного типа на Енисейском кряже (Раздольнинское и Удерейское), в Якутии (Сарилах, Сентачанское).
Ртуть
Одно из крупнейших в мире ртутных месторождений находится в Испании (Альмаден).
Известны месторождения ртути на Кавказе (Дагестан, Армения), в Таджикистане, Словении, Киргизии (Хайдаркан — Айдаркен), Донбассе (Горловка, Никитовский ртутный комбинат).
Гидротермальные месторождения ртутных руд распространены на Северном Кавказе (Перевальное, Сахалинское, Белокаменный и другие), в Кузнецком Алатау (Билоосипивское), в Горном Алтае (Чаган-Узунское, Акташское), в Туве (Чазадирское, Терлиг-Хаинское), на Чукотке (Тамватнейское, Западно-Палянское и Пламенное), на Корякский нагорье (Тамватнейское, Олюторское, Ляпганайское и другие), на полуострове Камчатка (Чемпуринское и другие), на острове Сахалин (Светловский).
Руды редких металлов и элементов
В РФ на Кольском полуострове, в предгорьях Кавказа, на Урале, в Сибири и на Дальнем Востоке есть известные месторождения, рудопроявления и зоны минерализации различных генетических типов. Высокое содержание тантала отмечено в танталоносных пегматитах Восточной Сибири. По данным различных источников, прогнозные ресурсы бериллия в России составляют около трети мировых (то есть около 650 тыс. т), большая их часть сконцентрирована в Восточной Сибири (Бурятия, Хабаровский край). Повышенные концентрации германия встречаются в железных рудах и угле. Россия занимает 2-е место среди стран мира по прогнозными ресурсами ниобия (после Бразилии). Россия имеет уникальное Томторское месторождение, на которое приходится около 58 % общих запасов пентоксида ниобия в мире. 100 % российского тантала добывается в настоящее время из лопарита месторождений Мурманской области. В центральной части Кольского полуострова находится Колмозерское месторождение и ряд проявлений, в которых сосредоточено более 50 % запасов российского лития, кроме лития в этих месторождениях содержится и значительное количество отечественного цезия. Почти все запасы циркония нашей страны сосредоточены в рудах Ловозерского и Хибинского щелочных массивов.

### Горно-химическое сырье
Горно-химическое сырье РФ представлено месторождениями барита, фосфатными рудами, калийными, калий-магниевыми и каменными солями, сульфатом натрия и естественной содой, самородной серой, борными рудами и другими. Стратиформные баритовые и барит-содержащие полиметаллические залежи находятся на Полярном Урале, в Западной Сибири, в Хакасии. Промышленные месторождения борного сырья представлены эндогенными и экзогенными типами — например, месторождения в Приморье. Крупнейшее в России собственно баритовое месторождение — Хойлинское на Полярном Урале, в 95 км южнее города Воркута. Общие запасы месторождения на 2000 год достигают 9,2 млн т. Содержание BaSO4 в руде — 85,44 %. Баритовые рудные тела месторождений представляют собой пластовые залежи и линзы, локализованные в средне- и верхнедевонских флишоидных терригенно-карбонатно-кремнистых толщах. Основные запасы Хойлинского месторождения сконцентрированы в трёх рудных телах: Западном (средней мощностью 3,5 м), Центральном (6,4 м) и Восточном (15 м). Месторождение может разрабатываться открытым способом практически без вскрытия.
Барит широко распространён в Казахстане (Бадамское месторождение баритовых руд и другие месторождения)
РФ богата калийными солями Основные месторождения безсульфатного (хлоридного) типа. Примерно 95 % подтверждённых запасов калийных солей приходится на одно месторождение — Верхнекамский соленосный бассейн в Пермском крае. Главные калийные минералы — сильвин и карналлит. Калийные соли отрабатываются на глубинах 250—350 м шахтным способом. Среднее содержание K2O в рудах существенно ниже, чем в канадских месторождениях, около 17 %. Известны также месторождения, приуроченные к соляно-купольным структурам (например, Эльтонское). Перспективным является Непско-Гаженский калиеносний бассейн в Иркутской области.
|  | Lyon in the 18th century | Lyon in 1860 |

Осадочные залежи каменной соли бывают пластовые и линзовые (Усольское, Зиминское в Восточной Сибири). Среди озёрных месторождений крупнейшие — Эльтонское, Баскунчак в Прикаспии, Кучукское озеро, озеро Кулундинское, Эбейты и другие озера в Западной Сибири. Источниками серы являются коренные залежи самородной серы, сероводородные газы (Оренбургское и Астраханское месторождения), сернистая нефть, серный колчедан (пирит) и полиметаллические руды. Кроме того, сера присутствует в вулканогенных породах Дальнего Востока: на Камчатке (Малетойваямское) и на Курилах (Новый).
РФ богата флюоритами. Россия занимает пятое место в мире (после Китая, Мексики, ЮАР и Монголии) по общим запасам флюорита (5,6 %)
Также флюоритами богаты Германия — Вёлсендорф (Бавария), Гарц, Тюрингия;
Турция; Италия — Парс (Юж. Тироль); Монголия — Бэрх;
Норвегия — Конгсберг; Гренландия — Ивигтуут; Великобритания — графство Дербишир;
Канада — остров Ньюфаундленд; США — шт. Иллинойс; Таджикистан — Такоб, Магоф;
Узбекистан — крупное месторождение в районе Чаткальского заповедника; Киргизия — Айдаркен (ранее Хайдаркан); Казахстан — Бадамское
В России около 40 % запасов плавикового шпата сосредоточено в месторождениях Вознесенское и Пограничное в Приморском крае, обеспечивающих около 80 % производства флюоритового концентрата. Руды содержат 20-70 % флюорита, но отличаются сложным минеральным составом. Важное промышленное значение имеют жильные кварц-кальцит-флюоритовые месторождения Забайкалья: Калангуйское, Солонечное, Усуглинское, Абагатуйское, Наранское и другие. Практически все промышленные месторождения гидротермального типа. Большие залежи флюорита часто связаны с карбонатными породами (Вознесенский район Приморья). В Сибири обнаружены Каягинское, Бусичанское и другие месторождения флюорита.
Фосфатные руды РФ представлены апатитами и фосфоритами. Запасы P2O5 в России — 4, 6 % от мировых. В стране находится почти две трети мировых ресурсов апатитовых руд. Наиболее значительные ресурсы высококачественных апатитов разведаны в Мурманской области (Хибинская группа месторождений комплексных апатит-нефелиновых руд). Содержание P2O5 в рудах 7,5-19 %. На Кольском полуострове разрабатывается Ковдорское месторождение апатит-содержащего железняка. Залежи апатитовых и апатитвмисних комплексных руд имеются на Урале (Волковская), в Красноярском крае (Маймеча-Котуйська апатитоносна провинция), в Иркутской области (Билозиминское), в Бурятии (Ошурковское), в Забайкальском крае (Кручининское), Якутии (Селигдарское). Одно из крупнейших в РФ — Вятско-Камское месторождение фосфоритов платформенного типа. Существенные запасы имеют Кингисеппское месторождение (Ленинградская область), Егорьевское (Московская область) и Полпинское (Брянская область).

### Нерудное индустриальное сырьё
Крупнейшие месторождения асбеста находятся в Канаде (хризотил), ЮАР (крокидолит, амозит, хризотил) и в России (хризотил) на Урале — Баженовское и Киембаевское месторождения. Имеются месторождения асбеста также на Северном Кавказе, в Туве (хризотил) — Ак-Довуракское месторождение, на севере Казахстана (хризотил) — Житикаринское месторождение, в Китае (хризотил), США (хризотил, амфиболы), Бразилии (хризотил), Зимбабве (хризотил), Италии (тремолит, хризотил), Франции (тремолит), Финляндии (антофиллит, рудник закрыт в 1975), в Японии (хризотил, тремолит, актинолит), Австралии (крокидолит, хризотил), на Кипре (хризотил, рудник закрыт в 1988).

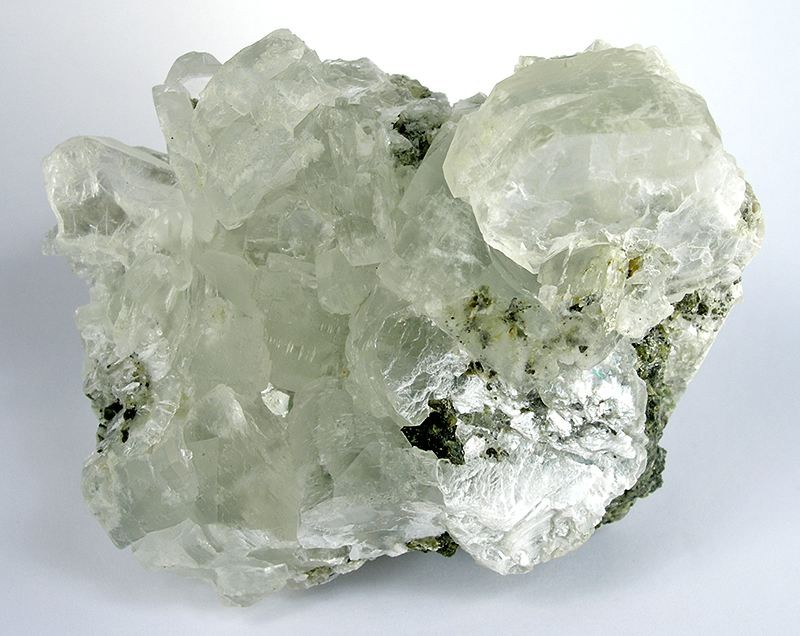
Брусит, Баженовское месторождение

Недра РФ богаты разнообразными видами этого сырья (асбест, графит, слюда и другие). Месторождения асбеста представлены различными генетическими и минералогическим типами, но большое промышленное значение имеют скопления хризотил-асбеста. К числу наиболее значительных месторождений принадлежат Баженовское, Красноуральское и Киембайское на Урале, Актовракское, Саянское и Ильчирское в Саянах и Молодёжное в Забайкалье.
Месторождения графита известны на Урале, в Восточной Сибири и на Дальнем Востоке. Преобладающая часть залежей относится к метаморфическому и метаморфогенному типу (Тайгинское и др угие на Урале, Ногинское, Курейское, Союзное и другие в Восточной Сибири и на Дальнем Востоке). Ботогольское месторождение в Восточных Саянах, приуроченное к массиву нефелинов является магматическим. Крупнейшими месторождениями с кристаллическими рудами являются Тайгинское на Урале, Безымянное в Иркутской области, а с аморфными — Курейское и Ногинское в Красноярском крае.
Из большого числа разновидностей слюд в РФ основном промышленное значение имеют мусковит, флогопит и вермикулит. Все промышленные месторождения мусковита генетически связаны с гранитными пегматитами. Месторождения флогопита постмагматичние или гидротермальные. Скопления вермикулита являются остаточными, образовавшимися в коре выветривания магматических пород, богатых железо-магнезиальными слюдами. Промышленное значение имеют месторождения Мамским-Чуйского и Кольский-Карельского слюдоносного района, представленные мусковитоносными пегматитовыми жилами. Крупнейшие месторождения флогопита и вермикулита расположены на Кольском полуострове (Ковдорское месторождение), в Якутии (Алданская группа), Иркутской области (Слюдянское месторождение) и на севере Красноярского края (Гулинское). Кроме того, месторождения вермикулита есть на Урале (Потанинское) и в Якутии (Инаглинское).
Запасы магнезита в РФ сосредоточены на Урале и в Восточной Сибири. Большое промышленное значение имеют апокарбонатные месторождения кристаллического магнезита, связанные с протерозойскими отложениями Урала (Саткинская группа месторождений), Енисейского кряжа (Удерейская группа, Верхотуривское месторождение) и Присаянья (Савинское месторождение, Онотская группа). Главное промышленное значение имеет Саткинская группа месторождений с высоким содержанием магния (до 46 %). Запасы талька в РФ расположены на Урале, в Западной и Восточной Сибири: талькиты (содержание талька около 70 %) и тальковые камни (35-70 %). Среди них выделяются месторождения гипербазитового и карбонатного типов. Месторождение первого типа характеризуются относительно невысоким качеством сырья из-за больших примесей железа (Урал: месторождения талькового камня Шабровское и Сыростанское, месторождение талька Ведмедевское). Залежи связанные с метасоматозом карбонатных пород и качественным сырьём — месторождения талька Алгуйское и Светлый Ключ в Западной Сибири, Киргитейское и Онотское в Восточной Сибири.
Магнезиты также добываются в Австрии (Штирия), Чехии, Словакии, Польше (Силезия), Греции (Эвбея), США, Германии, Италии, Северной Корее.
Залежи каолина — Еленинское и Кыштымское (город Кыштым) месторождения на Южном Урале, Гусевское в Приморском крае, Чалганское в Амурской области. Кроме того, есть месторождение фарфорового камня, огнеупорных глин, кварцевых песков, карбонатных пород (мела, известняков, доломитов и других), гипса и ангидрита, перлита, бишофита и других.
65 % потребляемого в России каолина импортируется из Украины.

### Драгоценныеиподелочные камни
В РФ выявлены и разведаны запасы драгоценных и поделочных камней, в основном эндогенного происхождения. Группа месторождений связана с гранитными (берилл, топаз, турмалин, морион и другие) и десилицироваными пегматитами (изумруд, александрит, фенакит, сапфир и рубин), а также с грейзенами (топаз, берилл) и гидротермальными жилами (горный хрусталь, аметист, цитрин и другие), с древними корами выветривания (благородный опал, хризопраз, бирюза, малахит). Месторождения яшмы есть на Урале (гора Полковник) и на Алтае, лазурита в Забайкалье, нефрита в Восточных Саянах, чароита в Читинской области, родонита и малахита на Урале, ювелирно-поделочного агата (Северный Тиман), богаты россыпи сердолика и других разновидностей цветного халцедона (Бурятия, Приамурье), аметистовых щёток (район Белого моря). Разведаны многочисленные месторождения мрамора и мраморных брекчий на Урале, Алтае, Кибик-Кордонском месторождении в Хакасии и в других районах РФ; офиокальцита, зелёного лиственита, серпентинитов на Урале и в Башкирии, поделочного гипса, селенита и ангидрита на Урале и в Архангельской области, родонита на Урале.
Алмазы
Алмаз — редкий, но вместе с тем довольно широко распространённый минерал. Промышленные месторождения алмазов известны на всех континентах, кроме Антарктиды.
Промышленные месторождения алмазов связаны с кимберлитовыми и лампроитовыми трубками, приуроченными к древним кратонам. Основные месторождения этого типа известны в Африке, России, Австралии и Канаде.
Три компании De Beers, АЛРОСА и Rio Tinto совокупно контролируют около 70 % мировой добычи алмазов, по состоянию на 2017 год. Лидером по стоимости добытых алмазов, является южноафриканская компания De Beers — $5,8 млрд или около 37 % мировой добычи в 2017 году
В России первый алмаз был найден в 1829 году в Пермской губернии (рудник Крестовоздвиженская). В Сибири первый алмаз был найден в 1897 году (Енисейск). Размер его составлял 2/3 карата. Следующий алмаз был обнаружен в Сибири в 1948 году. Месторождения алмазов представлены эндогенными (коренными) и экзогенными (россыпными) типами. Большое промышленное значение имеют эндогенные месторождения (в основном в Якутской алмазоносной провинции и Уральском алмазоносном районе). Эндогенные месторождения Сибирской платформы представлены вкраплёнными рудами — кимберлитами. Широко распространены аллювиальные россыпи (главные источники добычи алмазов в россыпях), известные на Урале и в Якутии. Одно из крупнейших в мире месторождений технических алмазов — Попигайское.

### Строительные материалы
Нерудные строительные материалы представлены залежами песчано-гравийных материалов (строительные пески, гравий, песчано-гравийная смесь), стеновым и облицовочным камнем — всего около 100 наименований минерального сырья (на 2000 год). Промышленные месторождения связаны с отложениями аллювиального, морского, ледникового, эолового генезиса (пески и песчано-гравийный материал) . В Госбалансе учтены около 8500 месторождений, 80 % из которых приходится на месторождения кирпично-черепичного, керамзитового сырья, сырья для извести, строительного сырья. Крупнейшие месторождения — Сычёвское, эксплуатируемое в Московской (запасы 162,9 млн м³), Кирсинское в Кировской (124,8 млн м³) и Вяземское в Смоленской (104,5 млн м³) областях. Большинство залежей песчано-гравийного материала приурочена к аллювиальным отложениям. Месторождения строительных камней расположены на Восточно-Европейской платформе (Балтийский щит), Сибирской платформе (Алданский щит), а также в осадочных и вулканогенных породах чехла платформ (карбонатные породы и трапы). В качестве облицовочных материалов используются граниты, гранодиориты, сиениты, гнейсо-граниты, базальты, андезиты, вулканические туфы и другие). Недра РФ содержат большие запасы цементного сырья.

### Геотермальные ресурсы
Месторождения термальных вод приурочены к ряду пластовых и трещинных водонапорных систем. Наибольшее практическое значение из них имеют пластовые водонапорные месторождения в мезозойско- кайнозойских терригенно-карбонатных отложениях (Скифская, Западно-Сибирская платформенные области и артезианские бассейны острова Сахалин) и трещинные системы (Байкальский рифт, районы современного вулканизма). Термальные воды этих районов вскрыты скважинами на глубине 1000-3500 м. Температура этих вод 35-120оС, а в районах вулканизма 150—250оС и более. Минерализация вод от 1 до 35 г / л, на окружающих площадях до 100 г / л и более. Прогнозные ресурсы тепла в пластовых водонапорных системах в условиях самоизлива около 44 млн ГДж / год, при насосной эксплуатации около 963 млн ГДж / год, в условиях поддержания пластового давления (путём закачки использованных термальных вод) около 3,4 млрд ГДж / год. Запасы тепла трещинных водонапорных систем (при температуре до 100оС) 54,5 ГДж / год.